# Aeroportul Warrnambool
Aeroportul Warrnambool (IATA: WMB, ICAO: YWBL) este un aeroport din Victoria, Australia. A fost numit după Warrnambool⁠(d).
Situat la o altitudine de 73 m, aeroportul dispune de o singură pistă.